# Isabella Maria dal Pozzo

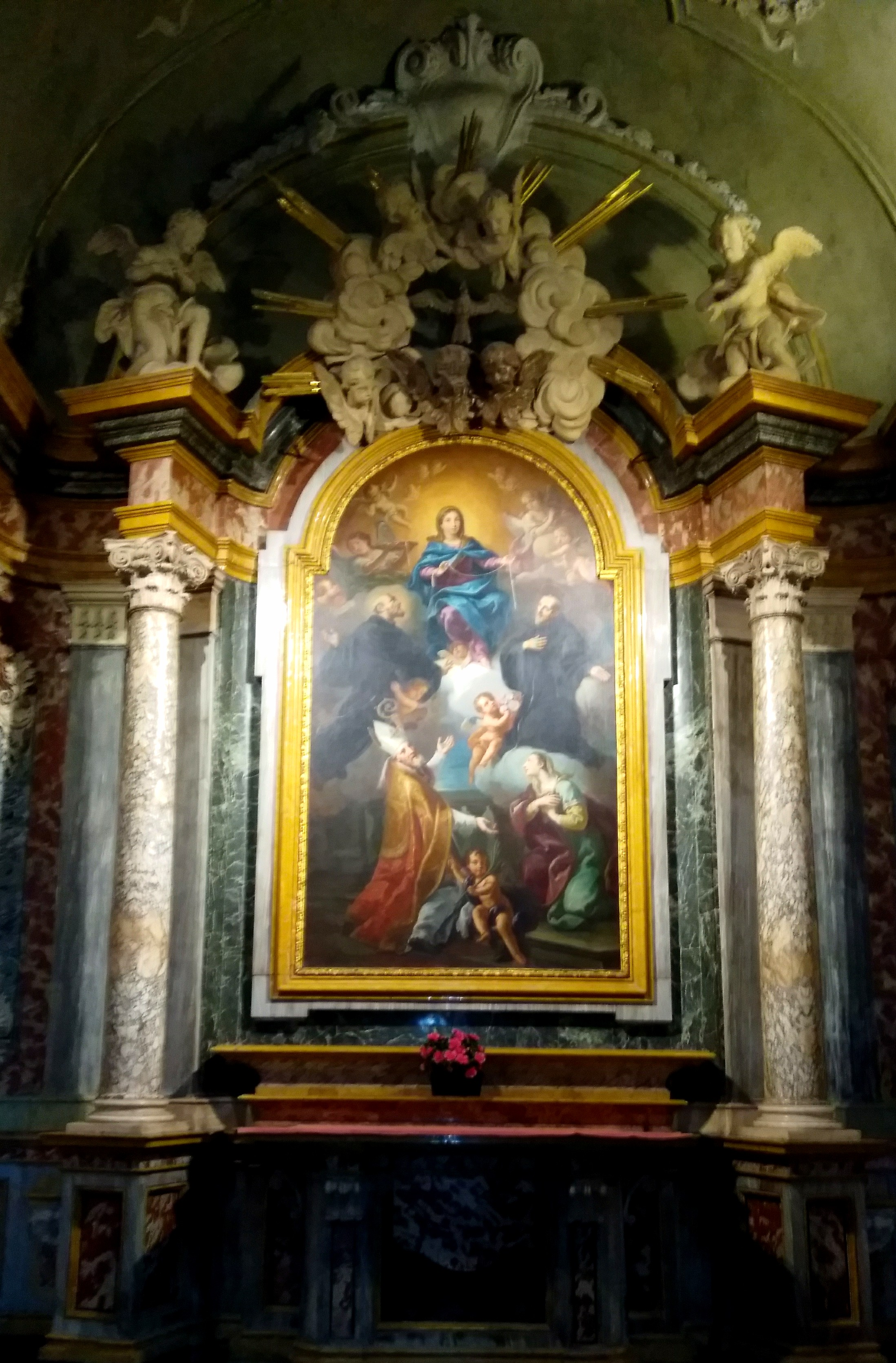
Retaule dels Sants Biagio i Liduvina - Església de San Francesc Torí, d'Isabella Maria dal Pozzo (1666)

Isabella Maria dal Pozzo   (Piemont, valor desconegut - Múnic, 11 de desembre de 1700) va ser una pintora italiana.

## Vida i obra
Isabella Maria dal Pozzo va néixer a Torí. Va florir com a pintora a partir de la dècada de 1660. A partir de 1676, va començar a treballar a la cort de la princesa Henriette Adelaide de Savoia.

## Col·leccions notables
- Roman Charity (després de Guido Reni), 1660–1699, National Trust